# زیردریایی یو-۲۳۲۳
زیردریایی یو-۲۳۲۳ (به انگلیسی: German submarine U-2323) یک زیردریایی بود. این زیردریایی در سال ۱۹۴۴ ساخته شد.